# Chatt

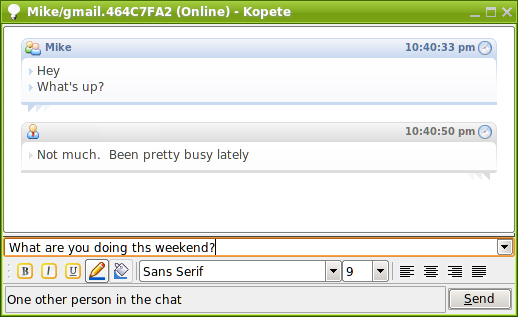
En chatt på engelska.

Chatt, försvenskning av engelskans chat, är ett skriftligt samtal mellan två eller flera personer via internet eller annat nätverk. Ursprungligen syftade chatt enbart på realtidssamtal i exempelvis ett chattrum på internet, men har kommit att även syfta på kommunikation via snabbmeddelanden.
Chatt kan även avse en chattlinje, en telefonitjänst där muntliga samtal sker mellan två eller flera personer. För att undvika förväxling används ofta andra ord för den typen, såsom chattlinje, telefonchatt, telechatt och pratlinje.

## Etymologi
Ordet kommer från engelskans chat och betyder ungefär småprata. Att kommunicera på en chatt kallas att chatta. Det heter en chatt om man syftar på konversationen, chattrummet eller chattlinjen, men ett chatt om man syftar på chattande. Den svenska stavningen chatt finns belagd från 1997 och chatta från 1994.

## Teknik
Det finns dock många olika typer av chattar med egna regler, egen teknik och olika målgrupper. Ibland finns möjlighet att använda en webbkamera i en chatt, så att andra personer i chatten dessutom kan se rörliga bilder och eventuellt även höra chattpartnern. Några kända är nätverken för så kallade snabbmeddelanden, med ICQ och Windows Live Messenger, som båda också bygger på egna kommunikationsprotokoll. Det finns tredjepartsprogram som kan hantera kommunikation över flera olika chattprotokoll, exempelvis Pidgin för Windows och Linux, samt Adium för Mac OS.
Andra varianter gör det möjligt för många personer att tala samtidigt med varandra i så kallade chattrum eller kanaler. Den största och äldsta tekniken för sådan kommunikation är IRC, som kräver särskild programvara. Även vanliga webbsidor kan numera erbjuda liknande möjligheter till sina besökare, om än i en något enklare form. Dessa typer av webbaserade chattar är tillsammans med internetforum de vanliga umgängesformerna i nätgemenskaper, till exempel Pichat. Många system för internkommunikation på en arbetsplats eller skola har en inbyggd chattfunktion.
Det är vanligt att använda chattförkortningar vid RPG-spel och liknande.

## Kultur och användningsområden
Användningssätten av chattar varierar mycket. Det är vanligt att använda chattar som slutna mötesplatser för grupper av personer som redan känner varandra - också för formella möten. Det är även vanligt med öppna chattrum med många deltagare där samtalet kan synas kaotiskt för en tillfällig besökare, en form som är särskilt vanlig på IRC. Förutom de allra största chattnätverken finns det en mängd olika sorters chattar på Internet, och eftersom varje webbsida kan ha en egen chatt med sina egna regler och system, är det omöjligt att uttala sig generellt om dem. 
Många chattrum övervakas. Ibland sker det med tekniska lösningar där exempelvis ord filtreras, men offentliga chattrum övervakas normalt av människor, så kallade operatörer (OP).

## Statistik

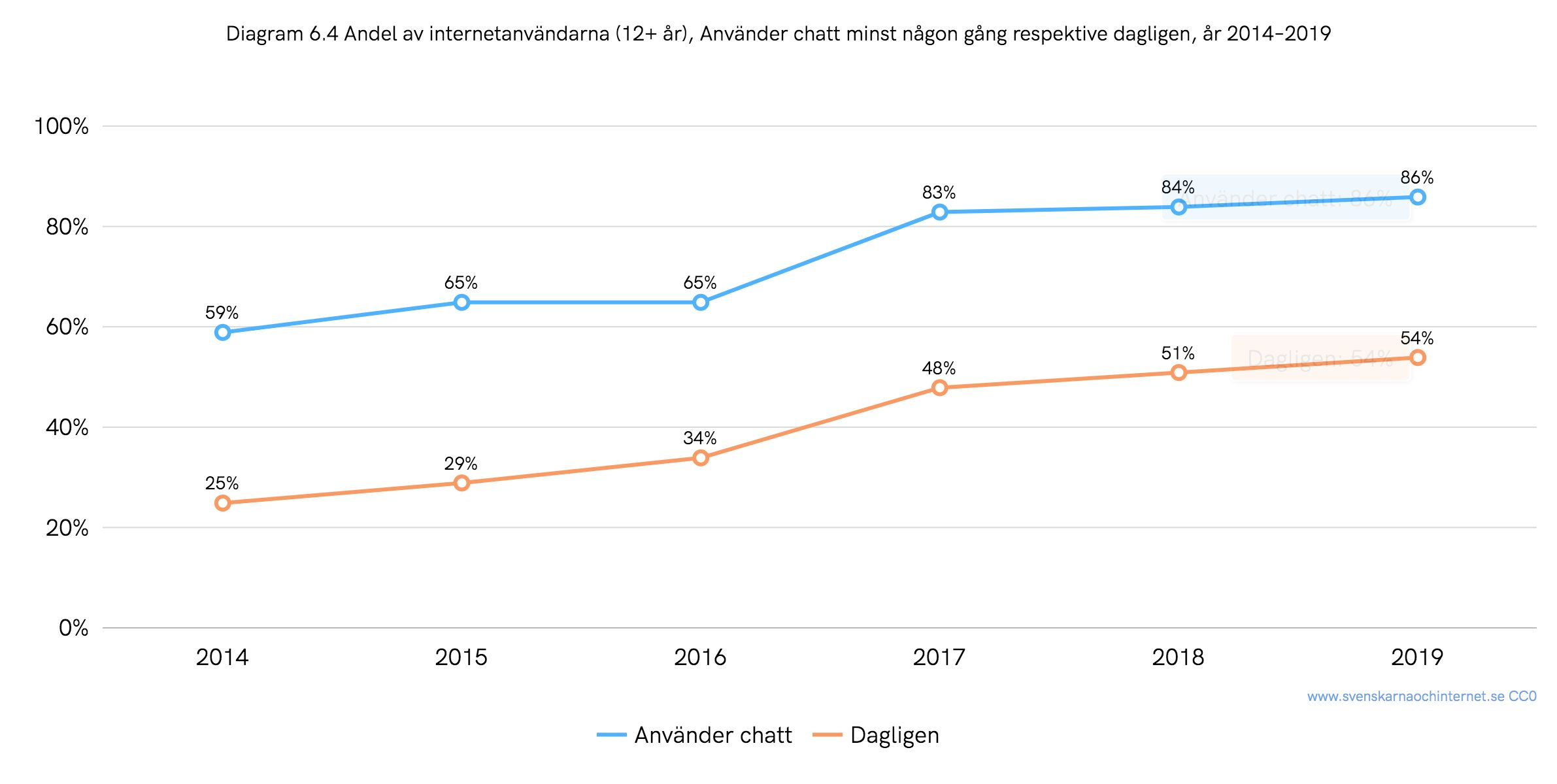
Andel av de svenska internetanvändarna (12+ år) som använde chatt någon gång respektive dagligen, år 2014–2019.

Undersökningen Svenskarna och internet visade 2021 att 95 procent av de svenska internetanvändarna hade chattat eller skickat direktmeddelanden under det senaste året varav 76 procent gjorde det dagligen. Bland personer födda under 1980- och 1990-talet hade så gott som samtliga chattat under det senaste året. Undersökningen visade att de populäraste tjänsterna för att chatta eller skicka direktmeddelanden på var sms, Facebook Messenger, Instagram, Snapchat och Whatsapp. Chattandet har ökat sedan 2014 då en liknande frågeställning visade att 60 procent använde chatt någon gång och 25 procent chattade dagligen.
År 2021 uppgav ungdomar i åldern 12–15 år att tyckte att chatt var lika enkelt att använda som att prata med sina vänner i verkliga livet. Bland de som chattade år 2021 uppgav 45 procent att de chattat socialt (alltså inte med kundtjänst eller liknande) med personer de aldrig träffat i verkliga livet.

## Mjukvara och protokoll
Vanlig eller annars nämnvärd chattmjukvara och protokoll är:
- AOL Instant Messenger (AIM)
- Discord
- Gadu-Gadu
- Google Talk
- ICQ (OSCAR)
- Internet Relay Chat (IRC)
- Jabber (XMPP)
- Lotus Sametime
- MUD
- Pichat
- QQ
- Signal (messenger)
- SILC
- Skype
- talk
- Teamspeak (TS)
- Telegram Messenger
- Windows Live Messenger
- Yahoo Messenger
- Ventrilo
- Xfire